# Бонкало, Шандор
Ша́ндор Бо́нкало (венг. Bonkáló Sándor, Алекса́ндр Алекса́ндрович Бо́нкало; псевд. — А. Раховский; 22 января 1880—3 февраля 1959) — венгерский славист, литературовед, переводчик, педагог. Этнограф и историк Закарпатья.

## Биография
Родился в городе Рахов в семье учителя. Начальную школу окончил в Рахове, гимназию и духовную семинарию — в Ужгороде. Изучал славянскую филологию в Будапештском, Лейпцигском и Петербургском университетах у выдающихся ученых О. Ашбота, А. Шахматова и И. Бодуэна де Куртенэ. В 1914 году получил премию Петербургской АН за исследования русско-венгерских связей. До 1917 года преподавал в венгерских гимназиях Сегеда, Дьёндьёша и Залаэгерсега.
С 1919 года (период Венгерской советской республики) — профессор вновь созданной (единственной в Венгрии) кафедры украинского и русинского языков и литературы Будапештского университета. Подготовил диалектный учебник для украинских школ. Исследовал диалектологию, этнографию, культурологию Закарпатской Украины, историю русской, украинской и закарпатской литератур. В 1924 кафедра была ликвидирована правительством М. Хорти, и Бонкало ушёл в отставку. Когда же кафедра была восстановлена в 1945 — возглавлял её до своей второй отставки в 1948 году, вызванной критикой «ждановщины».
Писал преимущественно на венгерском языке, а также «язычием»/по-русински («Из околицы Вышной Тисы», 1906), по-украински («Виїмки із угорсько-руського письменства XVII—XVIII вв.», 1919) и по-немецки («Die ungarländischen Ruthenen», «Beitrage zur ukrainischen Ruthenen», 1921). Перевёл на венгерский язык «Анну Каренину» Л. Толстого (1928), отдельные стихи Духновича и Ю. Боршош-Кумятского (1934). Автор статей о венгерских переводах стихов Т.Шевченко и о юбилее И. Котляревского (1939).
Умер в Будапеште.

## Сочинения
- A szlávok. A szláv népek és a szláv kérdés ismertetése. 1915;
- Az orosz irodalom története, k. 1-2. Вudaрest, 1926;
- A kárpátaljai rutén irodalomés muvelodése. Pécs, 1934;
- Шевченко в угорській мові. В кн.: Шевченко Т. Г. Повне видання творів, т. 15. Варшава-Львів, 1938
  - Перепечатка: Sevcsenko magyarul. В кн.: Kárpáte Jgaz Szó. Uzshorod, 1998. Mаrc. 17. 6 old.;
- A Rutének (Ruszinok), 1940